# While the Count Goes Bathing
While the Count Goes Bathing è un cortometraggio muto del 1913 diretto da Dell Henderson.

## Produzione
Il film fu prodotto dalla Biograph Company.

## Distribuzione
Distribuito dalla General Film Company, il film - un cortometraggio di 163 metri - uscì nelle sale cinematografiche statunitensi il 21 luglio 1913.
Non si conoscono copie ancora esistenti della pellicola che viene considerata presumibilmente perduta.